# Mladen Bartolović
Mladen Bartolović (Zavidovići, 10. travnja 1977.) bosanskohercegovački nogometni trener i bivši nogometaš. 

## Igračka karijera

### Klupska karijera

#### Nogometni početci
Rođen u Zavidovićima, a nogomet je počeo igrati u lokalnoj Krivaji. Seniorsku karijeru započeo je u Čapljini, a nastavio u Ljubuškom. S Ljubuškim je osvojio Kup Herceg-Bosne 1995. Igrao je nakratko u sisačkoj Segesti, dok 1999. nije prešao u Cibaliju iz Vinkovaca gdje se zadržao tek sezonu. Uslijedio je inozemni transfer u 1. FC Saarbrücken, njemački nižerazredni klub gdje postaje jedan od miljenika navijača.
Bio je član reprezentacije Herceg-Bosne na prijateljskoj utakmici s Paragvajom u Asunciónu 1996. godine.

#### Dinamo i Zagreb
Nakon kratke avanture u Njemačkoj vraća se u Vinkovce gdje postiže vrlo zapažene rezultate, te 2003. prelazi u redove prvaka Dinama. U to se vrijeme špekuliralo i o nastupu u reprezentaciji koju je vodio Blaž Slišković. No, baš su ga tad u svemu tome spriječile ozljede zbog kojih je propustio veći broj Dinamovih utakmica, te se kasnije nije uspio probiti u prvih 11 momčadi. Klub je napustio već nakon te sezone i otišao u redove gradskog rivala Zagreba. 
U svojoj prvoj sezoni došla je do izražaja sva njegova kvaliteta, te je proglašen najboljim igračem sezone 2004./05. Posebno se isticao protiv splitskog Hajduka kojem je konstantno svojim pogodcima oduzimao bodove. Sezonu nakon igrao je slabije, zabio samo 3 pogotka, a Zagreb je završio pri dnu ljestvice.

#### Hajduk
Ipak, uspio je doći do transfera u Hajduk gdje mu je za prvi pogodak trebalo 5 minuta. Postigao ga je u prijateljskom ogledu protiv Junaka u Sinju. Do kraja prve polusezone sakupio je 7 pogodaka uz 7 asistencija, zaradivši naslov "MVP-a" Hajduka tog dijela sezone, a i ni naredne polusezone nije igrao ništa lošije. 
Sezonu potom u napadu glavnu riječ vode mladi Kalinić i Rukavina, dok je Bartolović korišten više u vezi nego u napadu pokvarivši si tako prosjek pogodaka po utakmici. Reda ispodprosječne nastupe što ga malo po malo vodi na izlazna vrata kluba. Ostaje, ipak, još jednu sezonu u kojoj biva često osporavan, ali često i među prvom jedanaestoricom. U 14 nastupa bilježi jedan pogodak, nedovoljno da bi mu 6 mjeseci prije isteka ugovora bio ponuđen novi. Na kraju sezone napušta Hajduk i odlazi u iranski Fulad Ahvaz gdje u 27 utakmica zabija samo jedan pogodak.
Statistika u Hajduku
| Natjecanje        | Nastupi | Zgoditci |
| ----------------- | ------- | -------- |
| Prvenstvo         | 70      | 14       |
| Kup               | 15      | 3        |
| Superkup          | 0       | 0        |
| Međunarodne       | 6       | 1        |
| Splitski podsavez | 0       | 0        |
| Ukupno            | 91      | 18       |
| Prijateljske      | 34      | 17       |
| Sveukupno         | 125     | 35       |

Prvi nastup u prvoj momčadi Hajduka bio mu je protiv Međimurja, u prvenstvenoj utakmici 29. srpnja 2006. Nastupio je u početnom sastavu. Zanimljivo je napomenuti u ovoj utakmici koju je Hajduk dobio s 0:2, da su pogotke postigli prvo Jelavić, a nakon toga i Bušić koji je kao zamjena ušao umjesto Jelavića.

#### Povratak u Cibaliju
U sezoni 2010./11. potpisuje za klub kojem je najviše dao, Cibaliju. U sljedećih pet godina za Cibaliju odigrava 114 prvenstvenih utakmica uz 25 pogodaka. Za Cibaliju je ukupno postigao 58 pogodaka u 255 službenih nastupa čime je postao najbolji strijelac Cibalije u 1. HNL, te treći igrač po broju nastupa u vinkovačkom klubu. U 1. HNL postigao je 78 pogodaka, te je na desetom mjestu liste najboljih strijelaca u povijesti.
U siječnju 2015., Bartolović je odlučio prekinuti igračku karijeru.

## Trenerska karijera
Nakon igračke karijere bavi se trenerskim poslom. Najprije je bio trener mlađih uzrasta u Cibaliji, a radio je i kao pomoćnik Damiru Milinoviću u prvoj momčadi. Prvi samostalni posao u seniorskom nogometu bio mu je Bedem iz Ivankova.
Dana 27. ožujka 2017. postaje trener Cibalije.